# Lekkoatletyka na Letnich Igrzyskach Olimpijskich 1968 – dziesięciobój mężczyzn
Dziesięciobój mężczyzn podczas XIX Letnich Igrzysk Olimpijskich w Meksyku rozegrano 18 i 19 października 1968 na Estadio Olímpico Universitario. Zwycięzcą został reprezentant Stanów Zjednoczonych Bill Toomey, który ustanowił rekord olimpijski  uzyskując wynik 8193 punkty (według obecnie obowiązującej tabeli 8144 punkty).

## Rekordy

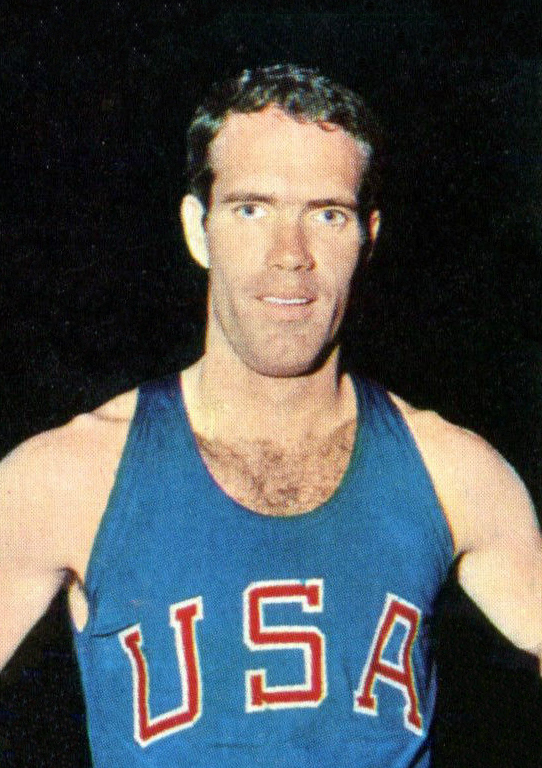
Bill Toomey

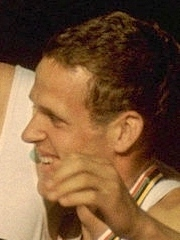
Hans-Joachim Walde

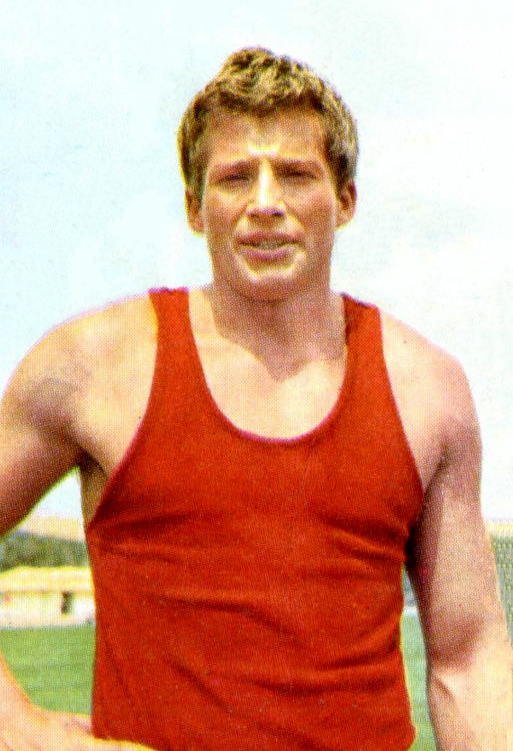
Kurt Bendlin

|                   | zawodnik      | narodowość        | wynik       | data              | miejsce    |
| ----------------- | ------------- | ----------------- | ----------- | ----------------- | ---------- |
| Rekord świata     | Kurt Bendlin  | RFN               | 8319 (8235) | 13–14 maja 1967   | Heidelberg |
| Rekord olimpijski | Rafer Johnson | Stany Zjednoczone | 8392 (7926) | 5–6 września 1960 | Rzym       |

## Wyniki
| Poz. - pozycja |
| – rekord świata \| – rekord krajowy \| – rekord życiowy \| = – wyrównany rekord życiowy \| · – najlepszy wynik w sezonie \| = – wyrównany najlepszy wynik w sezonie \| – rekord olimpijski |
| DNF – nie ukończył \| DNS – nie wystartował \| DSQ – zdyskwalifikowany \| NM – Brak zaliczonej wysokości                                                                                   |

| Poz. | Zawodnik                 | Punkty        | 100    | W dal   | Kula    | Wzwyż  | 400    | 110 ppł | Dysk    | Tyczka | Oszczep | 1500   |
| ---- | ------------------------ | ------------- | ------ | ------- | ------- | ------ | ------ | ------- | ------- | ------ | ------- | ------ |
| 1    | Bill Toomey              | 8193 (8144)   | 10,4 s | 7,87 m  | 13,75 m | 1,85 m | 45,6 s | 14,9 s  | 43,68 m | 4,20 m | 62,80 m | 4:57,1 |
| 2    | Hans-Joachim Walde       | 8111 (8094)   | 10,9 s | 7,64 m  | 15,13 m | 2,01 m | 49,0 s | 14,8 s  | 43,54 m | 4,30 m | 71,62 m | 4:58,5 |
| 3    | Kurt Bendlin             | 8064 (8071)   | 10,7 s | 7,56 m  | 14,74 m | 1,80 m | 48,3 s | 15,0 s  | 46,78 m | 4,60 m | 75,52 m | 5:09,8 |
| 4    | Mykoła Awiłow            | 7909 (7862)   | 10,9 s | 7,64 m  | 13,41 m | 2,07 m | 49,9 s | 14,5 s  | 46,64 m | 4,10 m | 60,12 m | 5:00,8 |
| 5    | Joachim Kirst            | 7861 (7760)   | 10,5 s | 7,61 m  | 16,43 m | 1,98 m | 50,2 s | 15,6 s  | 46,89 m | 4,15 m | 57,02 m | 5:20,1 |
| 6    | Tom Waddell              | 7719 (7675)   | 11,3 s | 7,47 m  | 14,45 m | 2,01 m | 51,2 s | 15,3w s | 43,73 m | 4,50 m | 63,70 m | 5:04,5 |
| 7    | Rick Sloan               | 7692 (7618)   | 11,2 s | 6,72 m  | 14,07 m | 2,10 m | 51,0 s | 15,5 s  | 45,58 m | 4,85 m | 49,90 m | 4:44,0 |
| 8    | Steen Smidt-Jensen       | 7648 · (7564) | 10,9 s | 7,17 m  | 13,03 m | 1,95 m | 50,2 s | 14,9 s  | 41,07 m | 4,85 m | 46,80 m | 4:41,3 |
| 9    | Ed de Noorlander         | 7554 (7443)   | 11,1 s | 6,90 m  | 13,89 m | 1,95 m | 50,5 s | 14,5w s | 41,70 m | 4,20 m | 50,22 m | 4:37,8 |
| 10.  | Manfred Tiedtke          | 7551 (7450)   | 10,9 s | 7,46 m  | 15,77 m | 1,95 m | 50,0 s | 14,7 s  | 40,31 m | 4,30 m | 51,84 m | 5:33,4 |
| 11.  | Lennart Hedmark          | 7481 (7396)   | 11,1 s | 7,29 m  | 14,08 m | 1,89 m | 51,3 s | 14,9 s  | 42,96 m | 4,10 m | 62,90 m | 5:11,0 |
| 12.  | Walter Dießl             | 7465 (7358)   | 10,7 s | 76,42 m | 14,32 m | 1,83 m | 51,6 s | 14,7w s | 42,23 m | 4,25 m | 55,38 m | 5:19,7 |
| 13.  | Clive Longe              | 7338 (7240)   | 10,9 s | 6,86 m  | 15,10 m | 1,70 m | 49,3 s | 15,5 s  | 47,70 m | 4,00 m | 59,30 m | 5:18,8 |
| 14.  | Jānis Lanka              | 7227 (70119)  | 10,9 s | 7,15 m  | 15,31 m | 1,80 m | 49,9 s | 14,8w s | 49,90 m | 3,80 m | 59,76 m | DNF    |
| 15.  | Wu Ah-min                | 7209 (7154)   | 11,3 s | 7,40 m  | 12,08 m | 1,80 m | 52,2 s | 14,8w s | 40,25 m | 4,35 m | 60,10 m | 5:08,9 |
| 16.  | Spas Dżurow              | 7173 (7056)   | 10,9 s | 7,40 m  | 13,99 m | 1,89 m | 50,2 s | 15,1 s  | 40,90 m | 3,60 m | 47,04 m | 5:15,5 |
| 17.  | Roger Lespagnard         | 7125 (7005)   | 11,1 s | 6,94 m  | 12,59 m | 1,95 m | 50,2 s | 15,8 s  | 37,74 m | 4,20 m | 47,46 m | 4:57,0 |
| 18.  | Urs Trautmann            | 7044 (6923)   | 11,2 s | 6,96 m  | 15,16 m | 1,95 m | 1:03,9 | 14,9 s  | 46,20 m | 4,10 m | 45,32 m | 5:13,8 |
| 19.  | Franz Biedermann         | 6323 (6220)   | 11,5 s | 6,30 m  | 10,94 m | 1,70 m | 51,4 s | 15,5 s  | 30,67 m | 3,90 m | 44,92 m | 4:47,9 |
| 20.  | Don Vélez                | 5943 (5823)   | 11,5 s | 6,63 m  | 10,60 m | 1,65 m | 53,1 s | 16,2 s  | 36,43 m | 3,40 m | 48,94 m | 5:46,1 |
| –    | Gert Herunter            | DNF           | 10,5 s | 6,75 m  | 13,93 m | 1,83 m | 49,7 s | 15,0 s  | 40,38 m | –      | –       | –      |
| –    | Hansruedi Kunz           | DNF           | 11,0 s | 6,54 m  | 13,67 m | 1,65 m | 49,1 s | 15,7w s | 40,18 m | –      | –       | –      |
| –    | Charlemagne Anyamah      | DNF           | 11,2 s | 6,03 m  | 14,00 m | 1,00 m | 50,9 s | 15,3 s  | 39,88 m | –      | –       | –      |
| –    | Roberto Carmona          | DNF           | 10,9 s | 6,92 m  | 14,37 m | 1,70 m | 50,5 s | –       | –       | –      | –       | –      |
| –    | Valbjörn Þorláksson      | DNF           | 11,1 s | 6,76 m  | 12,59 m | 1,70 m | 53,2 s | –       | –       | –      | –       | –      |
| –    | Herbert Wessel           | DNF           | 10,8 s | 7,39 m  | 13,70 m | 1,86 m | 53,4 s | –       | –       | –      | –       | –      |
| –    | Chen Chuan-show          | DNF           | 10,8 s | 6,78 m  | 12,38 m | 1,70 m | 50,9 s | –       | –       | –      | –       | –      |
| –    | Rein Aun                 | DNF           | 10,8 s | 7,40 m  | 14,75 m | 1,80 m | DNF    | –       | –       | –      | –       | –      |
| –    | Ho Henh Phươc            | DNF           | 11,9 s | 6,16 m  | 11,93 m | 1,70 m | –      | –       | –       | –      | –       | –      |
| –    | Horst Mandl              | DNF           | 11,2 s | 7,04 m  | 13,34 m | –      | –      | –       | –       | –      | –       | –      |
| –    | Dominique Rakotorahalahy | DNF           | 11,5 s | 6,62 m  | –       | –      | –      | –       | –       | –      | –       | –      |
| –    | Werner von Moltke        | DNF           | 11,1 s | 6,14 m  | –       | –      | –      | –       | –       | –      | –       | –      |
| –    | Werner Duttweiler        | DNF           | 11,2 s | 5,31 m  | –       | –      | –      | –       | –       | –      | –       | –      |
| –    | Peter Gabbett            | DNS           |        |         |         |        |        |         |         |        |         |        |
| –    | Freddy Herbrand          | DNS           |        |         |         |        |        |         |         |        |         |        |